# Набель, Константин Кириллович
Константин Кириллович Набель (6 мая 1979, Ленинград) — российский фотограф.

## Биография
Родился и вырос в Санкт-Петербурге. В 2000 году закончил ОМПЛ (оптико-механический профессиональный лицей) с красным дипломом по специальности «фотограф». В 2005 году получил степень магистра политологии в Санкт-Петербургском государственном университете (философский факультет).
Занялся фотографией, вдохновленный фотоработами своего деда, сделанными на старом «Зените». Первую известность принесла серия выставок этнографической фотографии «Индейская территория» и «Резервация». Автор многих персональных выставок, и участник международных и всероссийских конкурсов. Работы Константина хранятся в музеях и частных коллекциях в России и за рубежом.

## Участие в выставках
- 2001 — ЦВЗ «Манеж» («Мой Canon»)
- 2002 — «FACES 22» , Выставочный зал «Берег»
- 2002 — «Цепь», совместно с GASP (Владимир Кукуруза) — акварель
- 2002 — «Индейская территория»
- 2003 — «Итальянский Петербург», поощрительная премия генерального консула Италии. Петропавловская крепость.
- 2003 — «Реальность иллюзий и мифов Санкт-Петербурга», ЦВЗ «Манеж»
- 2003 — Фотовернисаж 7-го Фестиваля красоты
- 2003 — «Резервация»
- 2003 — «Субъективная реакция»
- 2004 — «Dog Love»
- 2005 — «О вечном…о любви», музей «700 Лет — Ландскрона, Невское Устье, Ниеншанц»
- 2005 — «Красота. Переходный период», совместно с Максимом Панченко (Фотография), Выборг
- 2005 — «Фотографы 05» («ART INDEX»), Государственный Музей Выборгский Замок
- 2005 — ЦВЗ «Манеж» («Мой Canon»)
- 2005 — «Лики России», («Art Index») г. Ивангород
- 2005 — «Beauty. Half Way», совместно с Максимом Панченко (Фотография), Санкт-Петербург
- 2006 — «Terijoki.SPb.ru», поощрительный, и приз зрительских симпатий
- 2006 — ЦВЗ «Манеж» («Мой Canon»)
- 2006 — «Красота. Полпути» (Часть 2) Открытие галереи «Zoom Cafe»
- 2007 — «Фотографы 06» («Art Index»), ЦВЗ «Манеж»
- 2007 — «Kir-Bar» совместно с Mary Lee (показ причёсок)
- 2007 — «Flowers of Joy», совместно с Mary Lee (показ причёсок) и дизайнеров одежды Arbus
- 2007 — «Священный круг жизни» г. Пенза
- 2008 — Действительный член АИС (Международной Ассоциации Искусствоведов и Критиков)
- 2009 — Финалист Международного конкурса Газеты METRO
- 2009 — Финалист Международного конкурса EPSON «Моя Лучшая Фотография» в разделе «Жанр»
- 2009 — Культурный центр современного искусства галерея «Лофт Проект Этажи» / 3-е место в номинации «Лучший фотограф в художественной категории»
- 2009 — «Шоу-показ „Кнут и пряник“ в галерее Алексея Сергиенко»
- 2009 — «I фотобиеннале Русского музея»
- 2010 — Gallery and Grand Cafe Pleasure. Оформление интерьеров и постоянная экспозиция (30 работ)
- 2010 — ЦВЗ «Манеж» VII Международная выставка. Фотовернисаж 2010. «Мода и Стиль» (6 работ, Серия «Sexy-Time»)
- 2010—2011 — Центральная Библиотека им. М. Ю. Лермонтова, СПб. «Образ книги»
- 2012 — «II фотобиеннале Русского музея»
- 2014 — «Индейская территория» СПбГБУК «Историко-культурный музейный комплекс в Разливе»

## Публикации
- Художественные каталоги : Art Index |, ||; «I фотобиеннале Русского музея» 2009; «Образ Книги», каталог выставки. СПБ, 2010; «II фотобиеннале Русского музея» 2012.
- Журналы: Fuzz, Commersial Real Estate, First Americans, Сто Дорог, Салон Недвижимости, РИО, Афиша.
- Газеты: Фотопетербург, Activist, Стрела.
- Оформление книг: Герман Феоктистов «Священный круг жизни» (Пенза 2007).